# Diazonium

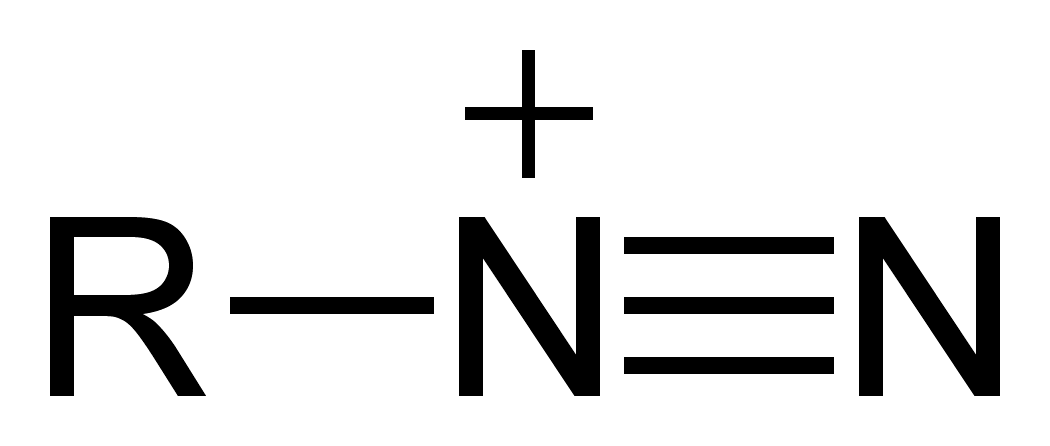
Formule du diazonium

Un diazonium est un cation formé d'un groupe de deux atomes d'azote en position terminale sur une molécule. La structure R-N≡N+ est également considérée comme un groupe fonctionnel

## Nomenclature
L'ion diazonium est un cation et la dénomination d'un composé contenant un tel ion se fait suivant la nomenclature habituelle des sels : le nom de l'anion suivi de la particule de et ensuite le nom du cation. Ex. : fluorure de benzènediazonium.
Le nom du cation se construit en spécifiant le nom complet de la structure qui porte le groupe diazonium en préfixe suivi du suffixe -diazonium. Ex.: benzènediazonium, éthanediazonium.

Cation benzènediazonium

## Production et synthèse

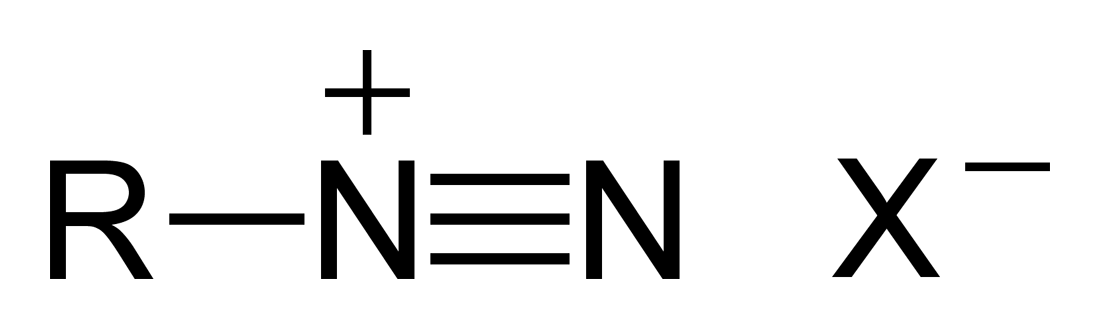
Sels de diazonium

La synthèse d'un sel diazonium, appelée diazotation, peut être effectuée entre une amine primaire aromatique et un agent nitrosant. La réaction est possible pour une amine primaire aliphatique, mais le composé produit n'est pas stable et se décompose spontanément pour former un carbocation. Le sel diazonium est stable en solution aqueuse glacée. Le principe de la réaction est basé sur l'attaque nucléophile de l'amine sur l'agent nitrosant électrophile avec formation d'une N-nitrosamine. Cette dernière subit une protonation en milieu acide pour finalement produire le sel diazonium.
Il existe plusieurs agents nitrosants : le plus connu est l'ion nitrosonium formé in-situ par réaction entre le nitrite de sodium et un acide, le plus généralement l'acide chlorhydrique.

## Utilisation
Les sels d'arènediazonium sont très utilisés en synthèse organique pour l'introduction d'un groupe fonctionnel ou un couplage sur un cycle aromatique notamment pour la production de colorants.

## Propriétés physico-chimiques
Un sel de diazonium est très instable et se dégrade facilement à température ambiante. Le sel est hydrolysé par l'eau pour donner un alcool ou un phénol.